# Ane Hansen
Ane Håkanson Hansen (Copenhague, 3 de octubre de 1975) es una deportista danesa que compitió en curling.
Ganó dos medallas en el Campeonato Mundial de Curling, en los años 2007 y 2009, y dos medallas en el Campeonato Europeo de Curling, en los años 2008 y 2009.
Participó en los Juegos Olímpicos de Vancouver 2010, ocupando el quinto lugar en la prueba femenina.

## Palmarés internacional
| Campeonato Mundial | Campeonato Mundial        | Campeonato Mundial | Campeonato Mundial |
| Año                | Lugar                     | Medalla            | Prueba             |
| ------------------ | ------------------------- | ------------------ | ------------------ |
| 2007               | Aomori (Japón)            | Medalla de plata   | Equipo             |
| 2009               | Gangneung (Corea del Sur) | Medalla de bronce  | Equipo             |
| Campeonato Europeo |                           |                    |                    |
| Año                | Lugar                     | Medalla            | Prueba             |
| 2008               | Örnsköldsvik (Suecia)     | Medalla de bronce  | Equipo             |
| 2009               | Aberdeen (Reino Unido)    | Medalla de bronce  | Equipo             |